# Saison 7 de La Boîte à musique
Chronologie
Saison 6 Saison 8
Cet article présente les épisodes de la septième saison de l'émission de télévision La Boîte à musique.

## Présentation
Cette saison ne comporte que trois numéros à cause de la diffusion des jeux olympiques d'été de 2012 de Londres. Elle est diffusée de nouveau le vendredi soir en deuxième partie de soirée du 17 au 31 août 2012. Chaque émission est consacrée à un compositeur : Ludwig van Beethoven, Franz Schubert et Wolfgang Amadeus Mozart.

## Liste des émissions

### Vendredi 17 août 2012:Beethov’on the Rocks
Émission consacrée au compositeur allemand Ludwig van Beethoven.
Invités
Audrey Pulvar (journaliste), Luc Ferry (philosophe) et Natasha St Pier (chanteuse).
Morceaux interprétés
- Extrait de la Sonate pour piano no 1 en fa mineur, par François-Frédéric Guy (piano) ;
- Extrait de la Sonate pour piano no 2 en la majeur, par François-Frédéric Guy (piano) ;
- Extrait de la Sonate pour piano no 8 en do mineur « Pathétique », par François-Frédéric Guy (piano) ;
- Extrait de la Sonate pour piano no 14 en do dièse mineur « Clair de lune », par François-Frédéric Guy (piano) ;
- Extrait de la Sonate pour piano no 17 en ré mineur « La Tempête », par François-Frédéric Guy (piano) ;
- Extrait de la Sonate pour piano no 23 en fa mineur « Appassionata », par François-Frédéric Guy (piano) ;
- Extrait de la Sonate pour piano no 29 en si bémol majeur « Hammerklavier », par François-Frédéric Guy (piano) ;
- Extrait de la Sonate pour piano no 32 en ut mineur, par François-Frédéric Guy (piano) ;
- Dernier mouvement de la Sonate pour piano no 14 en do dièse mineur « Clair de lune », par François-Frédéric Guy (piano) ;
- Sonate pour piano et violon no 9 en la majeur « Sonate à Kreutzer », par Tedi Papavrami (violon) et François-Frédéric Guy (piano) ;

Interprètes
François-Frédéric Guy (piano), Edwin Crossley-Mercer (baryton basse), Tedi Papavrami (violon), l'ensemble Pan à Paname, l'ensemble Initium et le Quatuor Girard.

### Vendredi 24 août 2012:Schubert Songwriter
Émission consacrée au compositeur autrichien Franz Schubert.
Invités
Clémentine Célarié (actrice), Franz-Olivier Giesbert (écrivain) et Mickaël Miro (chanteur).
Interprètes
Sandrine Piau (soprano), Guillaume de Chassy (piano), Didier Malherbe (doudouk), l'ensemble Initium, le Quatuor Psophos, le chœur Aristée et Goran Filipec (piano).

### Vendredi 31 août 2012:Mozart Superstar
Émission consacrée au compositeur Wolfgang Amadeus Mozart.
Invités
Alain Chamfort (chanteur), Claire Keim (actrice) et Natacha Polony (journaliste).
Interprètes
Pierre Charial (orgue de barbarie), Trio de Dimitri Naïditch, Judith Gauthier (soprano), Nicolas Courjal (basse), l'ensemble Initium, Deborah Nemtanu (violon), Françoise Gnéri (alto) et Jérôme Pernoo (violoncelle).